# Ptyodactylus togoensis
Ptyodactylus togoensis (тоголезький віялопалий гекон) — вид геконоподібних ящірок родини Phyllodactylidae. Мешкає в Того.

## Поширення і екологія
Тоголезькі віялопалі гекони відомі за типовим зразком, зібраним в околицях Манго в Того.